# Ilmar Külvet
Ilmar Külvet (ehemals Kiilberg, * 21. November 1920 in Keila; † 27. April 2002 in Toronto) war ein estnischer Journalist und Dramatiker.

## Leben
Külvet machte 1938 am Gustav-Adolf-Gymnasium in Tallinn Abitur und arbeitete danach als Journalist in der estnischen Hauptstadt. 1944 verließ er Estland und lebte zehn Jahre als Flüchtling in Deutschland und ab 1947 in England, ehe er nach Kanada auswandern konnte. Ab 1954 war er in Toronto Redakteur der Zeitung „Vaba Eestlane“ (‚Freier Este‘). Von 1972 bis 1992 war er Redaktionsmitglied der estnischsprachigen Sendungen der Voice of America in Washington, D.C.

## Literarisches Werk
Neben seiner journalistischen Tätigkeit begann Külvet in den 1960er-Jahren Dramen zu schreiben, die bald sehr erfolgreich in allen Theatern der Exilgemeinschaft (in Toronto, Stockholm, Adelaide und anderswo) aufgeführt wurden. Gedruckt wurden sie teilweise in der exilestnischen Zeitschrift Mana und später in der Sammlung Schauspielbuch (1982), das fünf seiner sechs Schauspiele enthält, lediglich die 1965 in Toronto mit Liedern und Tänzen vorgetragene Satire „Das trojanische Pferd“ fehlt hier auf Wunsch des Autors. Insgesamt sind seine Stücke gekennzeichnet durch eine gewisse Unkonventionalität und ungewöhnliche Polemik.
Einen regelrechten Skandal in Exilkreisen entfachte Külvet mit seinem Schauspiel „Brücke über das Meer“, das 1970 in Stockholm uraufgeführt wurde. Es wurde von konservativen Exilkreisen als „sozialistischer Realismus“ abqualifiziert, weil die Exilgemeinschaft in einem ungünstigen Licht dargestellt und der Umgang mit der besetzten Heimat befürwortet werde. Letzteres war aber in Teilen der Exilgemeinschaft verpönt. Tatsächlich tritt das Stück aber für einen Dialog ein, gleichzeitig steht es im Dialog mit einem Klassiker der Dramenliteratur, Henrik Ibsens Puppenheim, da eine der Hauptpersonen gerade die Rolle der Nora lernt. Das Bild des Brückenbauens wird hier nicht nur für Exil und Heimat, sondern auch für Gegenwart und Vergangenheit bemüht. Für Ibsen und die norwegische Literatur hatte sich Külvet bereits seit seiner Kindheit interessiert. Innerhalb der estnischen Literatur ist sein dramatisches Werk sowohl mit dem der Klassiker Hugo Raudsepp und Anton Hansen Tammsaare als auch dem der Zeitgenossen Paul-Eerik Rummo, Mati Unt und Enn Vetemaa verglichen worden.
Später wandte Külvet sich der Prosa zu und veröffentlichte Romane und Erzählungen. Wichtig war auch seine Tätigkeit als Übersetzer aus dem Englischen ins Estnische (z. B. Romane von John Steinbeck und Archibald Joseph Cronin).
Größte Bekanntheit hat Külvet aber vermutlich als Radiosprecher bei der „Voice of America“ erlangt, wodurch er zu einem Brückenbauer wurde, dessen Stimme „jeder Este, und sei es auch durch das Rauschen der Störsender hindurch, gehört hat“.

## Auszeichnungen
- 1998 Visnapuu-Preis

## Bibliographie
- Kuhu kuulud, Kristjan? ja teisi jutustusi ('Wohin gehörst du, Kristjan? und andere Erzählungen'). Stockholm: Välis-Eesti & EMP 1982. 223 S.
- Näitemänguraamat ('Schauspielbuch'). Toronto: Külvet 1982. 158 S.
- Jääkaru hingus ja teisi jutustusi ('Der Atem des Eisbären und andere Erzählungen'). Stockholm: Välis-Eesti & EMP 1986. 212 S.
- Suupill ja 500 tuubat ('Mundharmonika und 500 Tubas'). Lund: EKK 1987. 226 S.
- Kes oskab lugeda hieroglüüfe? ('Wer kann Hieroglyphen lesen?') Romaan. Lund: EKK 1989. 196 S.
- Gulliveri käekõrval ('An Gullivers Hand'). Tallinn: Kupar 1996. 318 S.